# Luz coerente
Luz coerente é uma radiação formada por ondas eletromagnéticas de mesma frequência e direção que mantêm uma relação de fase constante entre si. Mais especificamente, dois pontos de uma onda são ditos coerentes quando a diferença de fase é constante, ou seja, quando conhecido o valor instantâneo do campo elétrico em um dos pontos, é possível prever o do outro. 

## Tipos de coerência
Existem duas manifestações claramente diferenciadas de coerência: a coerência temporal e a espacial.

### Coerência temporal
A coerência temporal está relacionada com a correlação da fase da onda em um determinado ponto alcançado pela mesma em dois instantes de tempo diferentes. Se consideramos o campo elétrico em um ponto P em dois instantes distintos t e t+T se define o tempo de coerência como o máximo valor de T para que a diferença de fase entre o campo em ambos pontos permanece predizível.
A coerência temporal pode ser medida com o auxílio de um interferômetro de Michelson, um aparelho que separa a luz oriunda de uma determinada fonte e depois faz com que os feixes separados interajam novamente causando interferência um com o outro. Analisando a interferência produzida é possível avaliar a coerência temporal.

### Coerência espacial
A coerência espacial faz referência a uma relação de fase definida entre pontos distintos de uma seção transversal de um feixe luminoso. Para ilustrar este conceito consideremos 2 pontos P1 e P2 que se encontram na mesma seção transversal do feixe (superfície perpendicular à direção de propagação), e sejam E1(t) e E2(t) os campos elétricos em ambos pontos. Se a diferença de fase entre os campos permanece constante em qualquer instante t>0 se diz que entre ambos pontos há uma coerência espacial perfeita.
Em geral para um determinado ponto P1, os pontos P2, para os quais se cumpre a condição de coerência espacial, pertencem a uma área limitada em torno a P1 chamada área de coerência, pelo que se diz que o feixe apresenta coerência espacial parcial.
Para as fontes luminosas convencionais a área de coerência é da ordem de 0,0001 mm quadrados, ainda que para o laser seja da ordem de 1 mm quadrado.
A forma de detetar a coerência espacial em um feixe luminoso é mediante o experimento de Young.
Também irá influir na divergência do feixe de laser e portanto estará relacionado com a direcionalidade; também afeta o tamanho do ponto de focalização produzido ao atravessar o feixe laser uma lente.